# 救世神話
是一部美國驚悚網絡電視劇，由麥可·帕佐尼創作。第一季共有10集，於2020年1月1日在Netflix播放。主演是麥赫迪·戴比、湯摩爾·席勒、蜜雪兒·摩納漢、約翰·歐提茲、梅琳達·佩吉·漢密爾頓、史黛芬妮雅·拉薇·歐文、珍·亞當斯、Sayyid El Alami、Fares Landoulsi和韋爾·特拉弗爾。
2020年3月26日，本劇在第一季後被Netflix取消。

## 劇情
一名首次出現在中東的男子自稱是爾撒（耶穌）再世，他受到了現今世界的關注。他的突然出現和表面上的奇蹟吸引國際上越來越多的追隨者，引起了一名中央情報局（CIA）官員調查懷疑他究竟是誰。

## 演員

### 主要
- 麥赫迪·戴比（英语：Mehdi Dehbi） 飾 Al-Masih
- 湯摩爾·席勒（英语：Tomer Sisley） 飾 Aviram Dahan
- 蜜雪兒·摩納漢 飾 CIA官員Eva Geller
- 約翰·歐提茲（英语：John Ortiz） 飾 Felix Iguero
- 梅琳達·佩吉·漢密爾頓（英语：Melinda Page Hamilton） 飾 Anna Iguero
- 史黛芬妮雅·拉薇·歐文 飾 Rebecca Iguero
- 珍·亞當斯（英语：Jane Adams (actress)） 飾 Miriam Keneally
- Sayyid El Alami 飾 Jibril Medina
- Fares Landoulsi 飾 Samir
- 韋爾·特拉弗爾 飾 Will Mathers

### 常設
- 菲利普·貝克·霍爾（英语：Philip Baker Hall） 飾 Kelman Katz
- 博·布里奇斯 飾 Edmund DeGuilles
- Hugo Armstrong 飾 Ruben
- 芭芭拉·伊芙·哈里斯（英语：Barbara Eve Harris） 飾 Katherin
- Nimrod Hochenberg 飾 Israel
- 艾蜜莉·金尼 飾 Staci Kirmani
- 傑克遜·赫斯特 飾 Jonah Kirmani
- Nicole Rose Scimeca 飾 Raeah Kirmani
- 歐利·普費弗（英语：Ori Pfeffer） 飾 Alon
- Kenneth Miller 飾 Larry
- Assad Bouab 飾 Qamar Maloof
- 狄莫·梅朗尼 飾 President Young

## 發行
第一季在2020年1月1日播放。

## 爭議
本劇預告片受到來自一些穆斯林觀眾的負面反響。2019年12月，在新聞發布會上宣布，約旦皇家電影委員會要求Netflix不要在該國播放《救世神話》，原因是本劇中涉及挑釁性的題材和有爭議的宗教內容。

## 外部連結
- 在Netflix上觀看《救世神話》
- 互联网电影数据库（IMDb）上《Messiah》的资料（英文）